# 진구 황후
진구 황후(일본어: 神功皇后, じんぐうこうごう, 170년? ~ 269년? 6월 3일(음력 4월 17일))은 이름은 오키나가타라시노히메미코토(気長足姫尊, 息長足姬尊), 오시타라노미코토(大帯比売命)로 전한다. 아버지는 가이카 천황의 현손 오키나가노스쿠네노미코로, 어머니는 신라 왕자 아메노히보코의 후손 가즈라키노다카누카히메이며, 오진 천황의 어머니로 기록되어 있고, 201년부터 269년까지 섭정을 하였다고 전한다. 연대에 대하여는 백제왕력을 기준으로 셈하여 120년을 더하면 321년부터 389년까지 섭정하였다는 견해가 설득력을 얻고 있다.

## 시대
진구 황후의 섭정 시기는, 중국의 삼국지에 기록된 히미코의 시대와 비슷하며, 일본서기 9권에 진구 황후 섭정 66년 진 무제 태초 2년 진의 사신을 맞으러 가고 태초 2년 10월 왜 여왕이 먼곳에서 와서 공물을 바쳤다고, 중국에서 기록된 왜여왕에 대한 기술이 인용되었다. 이 때문에 《고사기》와 《일본서기》에 기록되면서 야마토조정(일본어: 大和朝廷)과 히미코를 관련지으려는 의도로 전승을 만들어 냈을 것이라고 여기는 설이 있어, 에도 시대까지는 히미코가 진구 황후이다고 여겨졌다. 또한 이 시대는 장기간에 걸쳐 일본의 천황이 공석이었기 때문에, 그녀를 일본 천황이라고 말하는 견해도 있다. 그렇지만 이 해는 266년에 히미코는 벌써 사망하고, 이 때의 여왕은 이요가 다스린 시대였다. 또 이것과는 별도로 나오키 고지로(直木孝次郎)는 사이메이 천황과 지토 천황이 모델은 아닌가 하는 설을 주장하고 있다.
진구 황후를 히미코, 이요와 같은 무녀왕으로 보는 견해도 있으나, 비슷한 시기에 《삼국사기》 신라본기 아달라조에 히미코가 172년 신라에 사신을 보낸 것으로 기록과 위지 왜인전의 기록된 시기와 진구 황후의 통치기간이 비슷하여 진구 황후와 동일 인물 설이 있고, 또 《일본서기》 저자들이 실제 야마토 왕국을 건국한 것으로 추정되는 오진 천황과 진구 황후의 실제 모델로 추정되는 히미코의 재위 기간을 연결하기 위해 일부러 기록을 2갑자로 돌린 이주갑인상(二周甲引上)을 이용해 사실의 조작인 견해가 있다.
스미요시산진(住吉三神)와 함께 스미요시 대신의 한 기둥으로서 또 오진 천황과 함께 야와타노카미(八幡神)의 한 기둥으로서 신앙되게 된다. 오이타현의 우사 신궁, 오사카부 오사카시의 스미요시 대사를 시작하여 후쿠오카현 후쿠쓰시의 미야지다케 신사, 후쿠오카 현 오카와시의 풍랑궁 등, 몇몇 신사의 제신이 되었다. 연고가 있는 후쿠오카시의 카시이궁이나 하코자키궁, 후쿠오카현 우미마치의 우미하치만신을 모신 신사, 이키시의 성모궁에서도 모셔지고 있다.

## 가계
- 아버지: 가이카 천황의 현손 오키나가노스쿠네노미코
- 어머니: 신라 왕자 아메노히보코의 후손 가즈라키노다카누카히메
  - 남편: 제14대 천황 주아이 천황.
    - 황자:호무다 황자, 제15대 천황 오진 천황.
    - 황자:호무야와케노미코 황자

## 삼한 정벌설

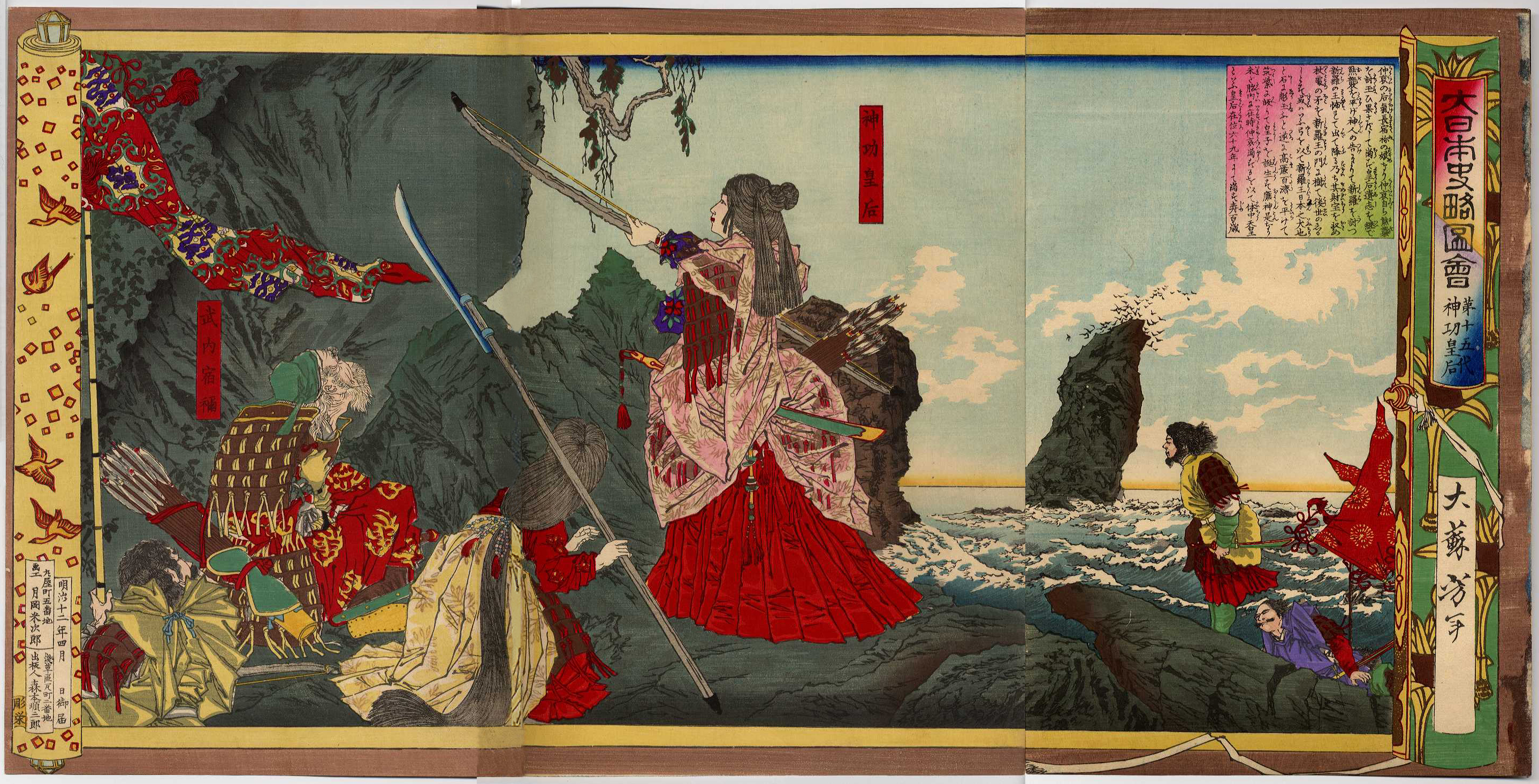
진구 황후의 삼한 정벌설을 묘사한 그림으로 요시토시의 1880년 작품

《일본 서기》에 따르면, 오진 천황을 임신한 채로 한반도에 출병하여 신라를 정벌했다고 기록되어 있다(200년). 신라왕은 일본군이 도착하자 스스로 결박하고 항복하였고 말과 마구를 바치겠다고 맹세하였다고 한다. 배에 돌을 대어 아이의 출산을 늦추었고, 일본에 돌아가 치쿠시에서 오진 천황을 출산했다고 전하고 있다.
그러나 삼한 정벌설은 왜곡된 것이라는 논란이 많다. 메이지 시대에 그려진 삼한정벌도 속 신라왕은 파사 이사금인데, 진구 황후와 파사 이사금은 살던 시대를 비교했을 때 서로 만날 수 없는 인물이었단 점을 보아도 삼한 정벌설은 왜곡된 것임을 알 수 있다.삼한 정벌설은 일본이 조선을 침략할 때 이유로 삼았던 설이다.

## 진구 황후가 등장한 작품

### 드라마
- 《근초고왕》(KBS, 2010년~2011년, 배우:홍인영)

## 화폐
- 제국주의 시대(1868년~1945년)에는 일본은행권에 진구의 초상이 있었다.

## 같이 보기
- 일본 천황
  - 역대 일본 천황
  - 여성천황 (女性天皇)
  - 주아이 천황 (仲哀天皇, 진구 황후(神功皇后)의 남편)
  - 오진 천황 (應神天皇, 진구 황후의 아들)
- 스미요시다이샤 (住吉大社, 주길대사)
- 여성 군주
  - 여왕
  - 여제
- 임조칭제 (臨朝稱制)